# Attila Georg Borlan
Attila Georg Borlan, auch Attila Borlan, (* 1968 in Hatzfeld, Banat, Sozialistische Republik Rumänien) ist ein deutscher Schauspieler.

## Leben
Attila Georg Borlan ist in der deutschsprachigen Region Rumäniens, im Banat, geboren, wo er auch bis zu seinem 18. Lebensjahr lebte. Er wuchs dreisprachig auf, mit Deutsch und Ungarisch (beides muttersprachlich) und Rumänisch. Nach dem in Rumänien abgelegten deutschsprachigen Abitur kam er als Spätaussiedler nach Deutschland.
Von 1991 bis 1994 absolvierte er seine künstlerische Ausbildung an der Hochschule der Künste in Berlin in den Fächern Schauspiel, Gesang und Tanz. Im Bereich Musical erhielt er dort eine fundierte Gesangsausbildung. Später besuchte er Schauspiel- und Filmworkshops bei Frank Betzelt, Tim Garde und Sigrid Andersson.
Von Januar bis April 1993 spielte er am Berliner Theater des Westens den Fred im Musical Anything Goes. 1993 gastierte er beim Greizer Theaterherbst. Für seine Darstellung von Büchners Titelhelden in Woyzeck wurde er dort mit dem Schauspielerpreis (1. Preis) des Greizer Theaterherbstes ausgezeichnet. 1995 trat er bei den Bad Hersfelder Festspielen in dem Musical Cabaret auf. 1996 spielte er dort den Benvolio in Romeo und Julia und erhielt auch den Zuschauerpreis der Bad Hersfelder Festspiele.
Spätere Theaterengagements hatte er in Berlin und Potsdam, u. a. am Bat-Theater Berlin (2002, als Kurfürst in Der Prinz von Homburg), am Ballhaus Naunynstraße (2002) und an der Tribüne (2003–2005, als Marco in Arthur Millers Stück Ein Blick von der Brücke). 2006/07 spielte er im Musical Mamma Mia! im Palladium-Theater in Stuttgart als Erstbesetzung den britischen Banker Harry.
Als Schauspieler arbeitet Borlan schwerpunktmäßig für den Film und das Fernsehen. Erste Filmarbeiten, u. a. in Kurzfilmen, hatte Borlan bereits Anfang der neunziger Jahre. Kinorollen übernahm er u. a. in dem Filmdrama Heimkehr (2003: Regie: Damir Lukačević) und in Blindflug, dem Kinodebüt von Regisseur Ben von Grafenstein, wo er gemeinsam mit Michael Rotschopf spielte. In dem Homosexuellen-Drama Freier Fall (2013) war er der unangenehme Ausbilder Werner Brandt.
Seit Mitte der neunziger Jahre gehören regelmäßige Fernseharbeiten zu seinem Betätigungsfeld. Häufig war er in Episodenrollen in Fernsehserien zu sehen, wo er häufig unsympathische Charaktere (Vergewaltiger, Einbrecher und Gangster) verkörpern musste. Er hatte Auftritte u. a. in den Fernsehserien Medicopter 117 – Jedes Leben zählt (2000, als jugendlicher Aktivist Achim), Unser Charly (2009, als Einbrecher Rolf Grosche) und Forsthaus Falkenau (2013, als krimineller rumänischer Pferdehändler Nikolai Dumitru, an der Seite von Florian Fitz).
Im Münchner Tatort: Klingelingeling (Erstausstrahlung: Dezember 2016) spielte er Josef Waducek, einen Kollegen der Kommissare Batic und Leitmayr, der im Obdachlosenmilieu und im Umkreis rumänischer Bettlerbanden ermittelt. Im Märchenfilm Das kalte Herz (2016) hatte er eine Nebenrolle als Bürger Gottlieb. In der ZDF-Krimireihe Ein starkes Team hatte er in der Episode Wespennest (Erstausstrahlung: Oktober 2017) ebenfalls eine Nebenrolle als rumänischer Einbrecher Octav (neben Alexandru Cirneala).
Im Oktober 2017 war er in der ZDF-Krimiserie SOKO Stuttgart in einer Episodenhauptrolle zu sehen; er spielte Torben Bilic, den früheren Angestellten eines Unternehmens für Messtechnik, der bei einem schweren Arbeitsunfall eine Hand verloren hat, und als Tatverdächtiger eines Mordes und einer Entführung ins Visier der Polizei gerät. Im Oktober 2017 war Borlan auch in der ZDF-Serie SOKO Wismar in einer Episodenhauptrolle als Werftinhaber Lutz Albers zu sehen. In der ZDF-Krimireihe Kommissarin Lucas spielte er im 30. Film mit dem Titel Die Unsichtbaren (Erstausstrahlung: August 2020) eine der Episodenrollen als rumänischer Polier, der in die illegalen Geschäfte eines Regensburger Bauunternehmers verwickelt ist.
Borlan war auch als Synchronsprecher und als Sprecher für Dokumentarfilme tätig, u. a. bei El Camino – Der Jakobsweg, einer Produktion des WDR.
Borlan ist Mitglied im Bundesverband Schauspiel (BFFS) und Gastdozent an der Theaterakademie Stuttgart. Er lebt in Tübingen und Berlin.

## Filmografie (Auswahl)
- 1995: Auf eigene Gefahr (Fernsehserie)
- 1997: Die Wache (Fernsehserie, Folge Die Würde des Menschen)
- 2000: Medicopter 117 – Jedes Leben zählt (Fernsehserie, Folge Fahrt zur Hölle)
- 2003: Heimkehr (Kinofilm)
- 2007: Blindflug (Kinofilm)
- 2009: Unser Charly (Fernsehserie, Folge Charly, der Schutzengel)
- 2011: Im besten Alter (Fernsehfilm)
- 2011: Schreie der Vergessenen (Fernsehfilm)
- 2013: Tatort: Spiel auf Zeit (Fernsehreihe)
- 2013: Freier Fall (Kinofilm)
- 2013: Forsthaus Falkenau (Fernsehserie, 3 Folgen)
- 2014: Diplomatie (Kinofilm)
- 2014: Be My Baby (Kinofilm)
- 2016: Die Akte General (Fernsehfilm)
- 2016: Fanny und die geheimen Väter (Fernsehfilm)
- 2016: Sag mir nichts (Fernsehfilm)
- 2016: Tatort: Klingelingeling (Fernsehreihe)
- 2016: Das kalte Herz (Fernsehfilm)
- 2017, 2020: SOKO Stuttgart (Fernsehserie, verschiedene Rollen, 2 Folgen)
- 2017: Ein starkes Team: Wespennest (Fernsehreihe)
- 2017: SOKO Wismar (Fernsehserie, Folge Tödliche Lichter)
- 2018: Labaule & Erben
- 2019: WaPo Bodensee (Fernsehserie, Folge Tödliches Schweigen)
- 2020: Kommissarin Lucas – Die Unsichtbaren (Fernsehreihe)
- 2022: August (Kurzfilm)
- 2023: Tatort: Geisterfahrt
- 2024: Die Ermittlung